# Нове Мочидла
Нове Мочидла (пол. Nowe Moczydła) — село в Польщі, у гміні Батож Янівського повіту Люблінського воєводства.
Населення — 276 осіб (2011).
У 1975-1998 роках село належало до Тарнобжезького воєводства.

## Демографія
Демографічна структура станом на 31 березня 2011 року:
|          | Загалом | Допрацездатний вік | Працездатний вік | Постпрацездатний вік |
| -------- | ------- | ------------------ | ---------------- | -------------------- |
| Чоловіки | 130     | 21                 | 89               | 20                   |
| Жінки    | 146     | 29                 | 78               | 39                   |
| Разом    | 276     | 50                 | 167              | 59                   |